# Jerzy Ofierski
Jerzy Ofierski, ps. „Kmicic”, „Wąsowski” (ur. 11 stycznia 1926 w Ostrowie Wielkopolskim, zm. 24 listopada 2007 w Warszawie) – polski aktor, pisarz i dziennikarz, żołnierz Narodowych Sił Zbrojnych i Batalionów Chłopskich.

## Życiorys
Urodził się w Ostrowie Wielkopolskim w rodzinie kupieckiej, związanej ze środowiskiem chłopskim ojca. Pradziadek był chłopem pańszczyźnianym, uczestnikiem powstania styczniowego. Dziadek Ofierskiego wyemigrował do Ameryki, gdzie pracował jako górnik w kopalniach Pensylwanii, a w 1919 wrócił do Polski. Jerzy Ofierski w 1939 został wysiedlony wraz z rodzicami przez Niemców do Generalnego Gubernatorstwa.
W czasie II wojny światowej walczył w oddziale NSZ Wacława Piotrowskiego „Cichego” na Lubelszczyźnie.
W 1946 zadebiutował w prasie jako satyryk, a 1 października 1949 jako aktor w teatrze.
Ofierski stworzył postać sołtysa Kierdziołka z Chlapkowic – wiejskiego filozofa i komentatora bieżących wydarzeń, zaczynającego swoje monologi od sformułowania „Cie choroba!”. Honorowy sołtys III RP. Szczególną popularność zdobył jako wykonawca monologów w „Podwieczorku przy Mikrofonie”, gdzie występował obok innych gwiazd, jak: Hanka Bielicka, Kazimierz Brusikiewicz, Adolf Dymsza czy Ludwik Sempoliński.
Sołtys Kierdziołek gościł w telewizji (cykl „Pocztówka z Chlapkowic” w programie „Dyżurny Satyryk Kraju”) i radiu („Podwieczorek przy mikrofonie”), a także na scenach polonijnych całego świata. Wyśmiewał paradoksy PRL-u. Występował w Stanach Zjednoczonych, Kanadzie, Anglii, Francji, Belgii, Niemczech, Izraelu i Australii. W Australii wystąpił m.in. w największej sali koncertowej Sydney Opera House. W Stanach Zjednoczonych wystąpił ponad tysiąc razy. W 1972 w plebiscycie polonijnej publiczności uznany został za najpopularniejszego polskiego aktora w USA.
Jest autorem tekstów wykonywanych przez artystów polskiej estrady. Napisał dziesięć powieści: m.in. 3-tomową sagę chłopską W imię ojca, powieść i scenariusz filmowy Nie było słońca tej wiosny, political fiction Masakra w Holland tunelu.
Przez ponad 55 lat działał na polskiej estradzie. Występował w Teatrze Satyryków w Poznaniu oraz w warszawskich teatrach: Syrena, Komedia, Buffo i w Estradzie Na Skarpie. Prowadził kabaret „U Kierdziołka” w Domu Chłopa w Warszawie.
Został pochowany w Alei Zasłużonych na Cmentarzu Wojskowym na Powązkach w Warszawie (kwatera A29-tuje-20).

## Twórczość
Autor monologów:
- Cie choroba (1964),
- Ze stołka sołtysa Kierdziołka (1966),
- Party u Kierdziołka (1967),
- Za kierdziołkową miedzą (1970),
- U sołtysa zabawa (1974),
- Błędy i wybaczenia (1982),
- Ale się porąbało (1992).

Autor powieści:
- Nie było słońca tej wiosny (1972),
- Nie zdałeś matury poruczniku (1974),
- Zstąpiłeś na Broadway Mesjaszu (1977),
- Masakra w Holland Tunelu (1991),
- Taniec błaznów na okrągłym stole,
- W imię ojca,
  - Owczarz,
  - Według Łukasza,
  - Szuler,
- Świadek koronny.

## Filmografia
- Czterdziestolatek (serial telewizyjny) (1977) – wiceminister Zwiastowicz (odc. 20. W obronie własnej, czyli polowanie i odc. 21. Smuga cienia, czyli pierwsze poważne ostrzeżenie)
- Nie było słońca tej wiosny (1983) – scenariusz, dialogi
- 40-latek. 20 lat później (serial telewizyjny) (1993) – minister przekształceń własnościowych (odc. 1. Jubileusz, czyli jeszcze nie sprzątają')

## Odznaczenia i wyróżnienia
- Krzyż Oficerski Orderu Odrodzenia Polski – za wybitne zasługi dla niepodległości Rzeczypospolitej Polskiej, działalność na rzecz rozwoju kultury i osiągnięcia w pracy artystycznej[4] (pośmiertnie, 2007)
- Krzyż Kawalerski Orderu Odrodzenia Polski (1985)
- Złoty Krzyż Zasługi (1955)
- Krzyż Partyzancki (1995)
- Krzyż Narodowego Czynu Zbrojnego (1995)
- Złota Odznaka Honorowa Towarzystwa Polonia (1987)
- Odznaka 1000-lecia Państwa Polskiego (1967)
- Nagroda na VI Konkursie na utwór dramatyczny we Wrocławiu za spektakl I poczęłaś syna człowieczego (1978)
- Honorowy obywatel Ostrowa Wielkopolskiego
- Honorowy obywatel Syracuse w stanie Nowy Jork w USA